# Yamaha FJR 1300
Yamaha FJR 1300 – japoński motocykl sportowo-turystyczny produkowany przez Yamaha od 2001 roku. Jest następcą motocykla Yamaha FJ 1200.

## Dane techniczne/Osiągi
- Silnik: R4
- Pojemność silnika: 1298 cm³
- Moc maksymalna: 144 KM/8000 obr./min
- Maksymalny moment obrotowy: 134 Nm/7000 obr./min
- Prędkość maksymalna: 245 km/h
- Przyspieszenie 0–100 km/h: 3,0 s